# Plastic (película de 2014)
Plastic es una película de comedia de acción y criminal británica-estadounidense dirigida por Julian Gilbey y coescrita por Will Gilbey y Chris Howard. La película está protagonizada por Ed Speleers, Will Poulter, Alfie Allen, Sebastian de Souza y Emma Rigby. La película supuestamente está basada en una historia real que involucra al estafador Saq Mumtaz.

## Sinopsis
Cuatro estudiantes universitarios Sam (Ed Speleers), Fordy (Will Poulter), Yatesey (Alfie Allen) y Rafa (Sebastian De Souza) dirigen un plan de fraude con tarjetas de crédito. Una noche asaltan a una persona en su coche. Resulta ser un socio de un gángster llamado Marcel (Thomas Kretschmann).

## Reparto
- Ed Speleers como Sam
- Will Poulter como Fordy
- Alfie Allen como Yatesy
- Sebastián De Souza como Rafa
- Emma Rigby como Frankie
- Mem Ferda como Tariq
- Lisa Maffia como Kelly
- Malese Jow como Beth
- Amelle Berrabah como Fionna
- Thomas Kretschmann como Marcel
- Graham McTavish como Steve
- Michael Bisping como Kasper
- Robbie Gee como el Sr. X
- Ashley Chin conmo Dion

## Producción
El 6 de diciembre de 2012, se anunció que Ed Speleers, Will Poulter y Alfie Allen protagonizarían la película, con Julian Gilbey como directora y Chris Howard, Julian Gilbey y Will Gilbey como escritores. Los derechos de distribución internacional son licenciados por Cinema Management Group.

### Rodaje
El 10 de diciembre de 2012, Gateway Films anunció el inicio de la fotografía principal de la película, que se filmó en Brunei, Londres, Manchester y Miami.

## Estreno
La película se estrenó en el Reino Unido el 2 de mayo de 2014, y luego se estrenó en los Estados Unidos el 26 de septiembre de 2014.